# Mediorhynchus giganteus
Espèce
Mediorhynchus giganteus est une espèce d'acanthocéphales de la famille des Gigantorhynchidae. C'est un parasite digestif des volailles en Afrique.